# Gossypium laxum
Gossypium laxum är en malvaväxtart som beskrevs av L. L. Phillips. Gossypium laxum ingår i släktet bomull, och familjen malvaväxter. Inga underarter finns listade i Catalogue of Life.